# Kreuzweg (Glosberg)
Der Kreuzweg in Glosberg, einem Gemeindeteil der oberfränkischen Stadt Kronach, ist ein sieben Stationen umfassender Wallfahrtsweg, der die Sieben Schmerzen Mariens nachbildet. Er beginnt am östlichen Ortsrand von Glosberg und folgt einem steilen Fußweg, der zur 1848 erbauten Marienkapelle auf dem östlich des Ortes gelegenen Rauschberg führt.
Die Stationen des Kreuzwegs, die jeweils rund 50 Meter voneinander entfernt sind, wurden von Tobias Weiss aus Nürnberg angefertigt und am 5. Oktober 1891 eingeweiht. Sie sind heute als Baudenkmäler in die Bayerische Denkmalliste eingetragen und dort in der Liste der Baudenkmäler in Kronach enthalten.

## Stationen
Die aus Kunststein gefertigten Stationen sind völlig gleichartig gestaltet und bestehen aus je vier Einzelteilen. Der Sockel ist an seiner Oberkante geschwungen; er trägt einen rechteckigen Schaft, der mit einem Wulst endet. Der Aufsatz lädt über beide Seiten aus. An seiner Stirnseite befindet sich eine stichbogig schließende, gefaste Nische, in die ein farbig bemaltes Terrakottarelief eingefügt ist. Den Abschluss der Stationen bildet jeweils ein dreiseitig abgeschrägtes, leicht überstehendes Dach, an dessen Stirnseite sich eine gaubenförmige Erhöhung mit einem eingemeißelten griechischen Kreuz befindet.

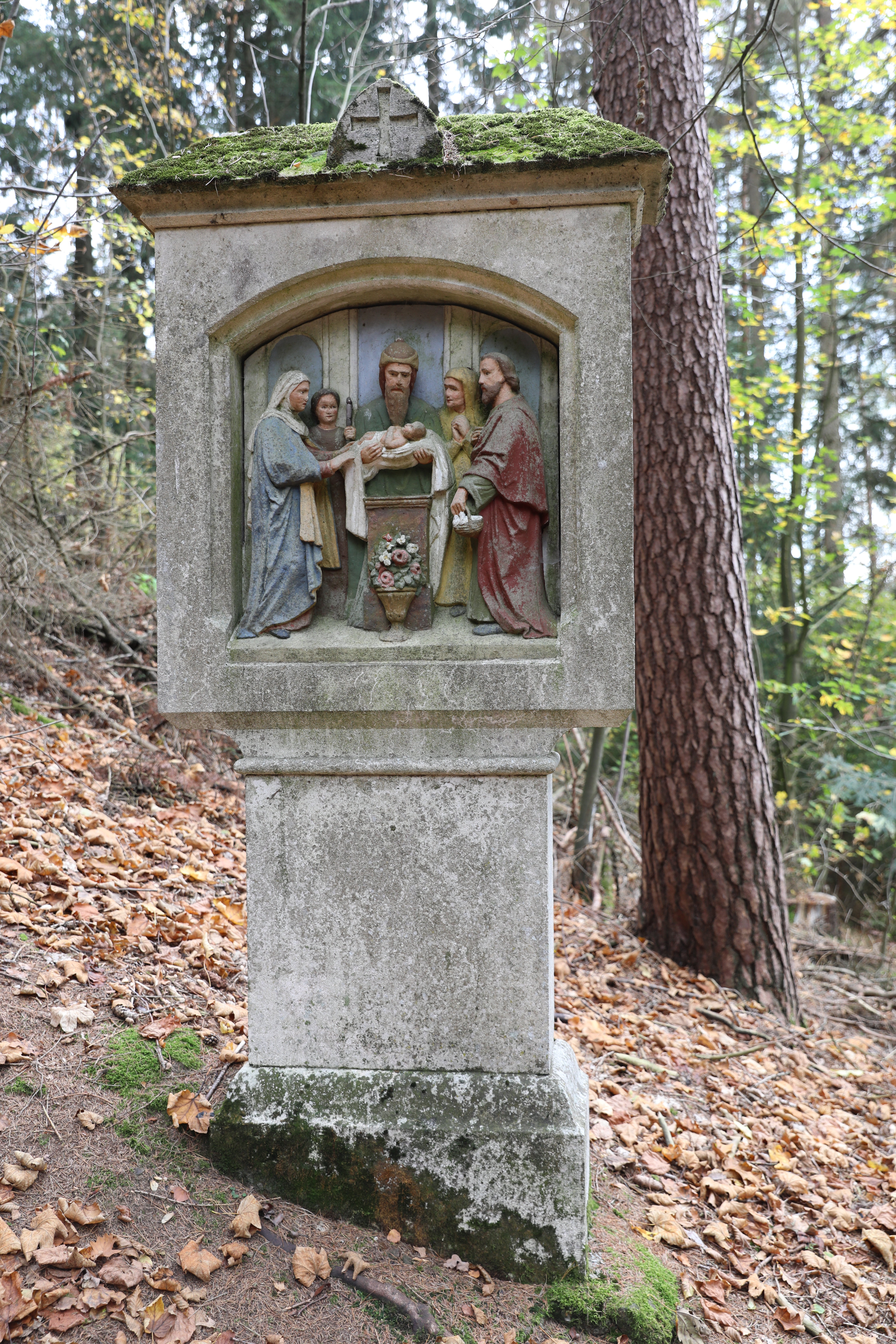
Station 1: Darstellung Jesu im Tempel (Standort)
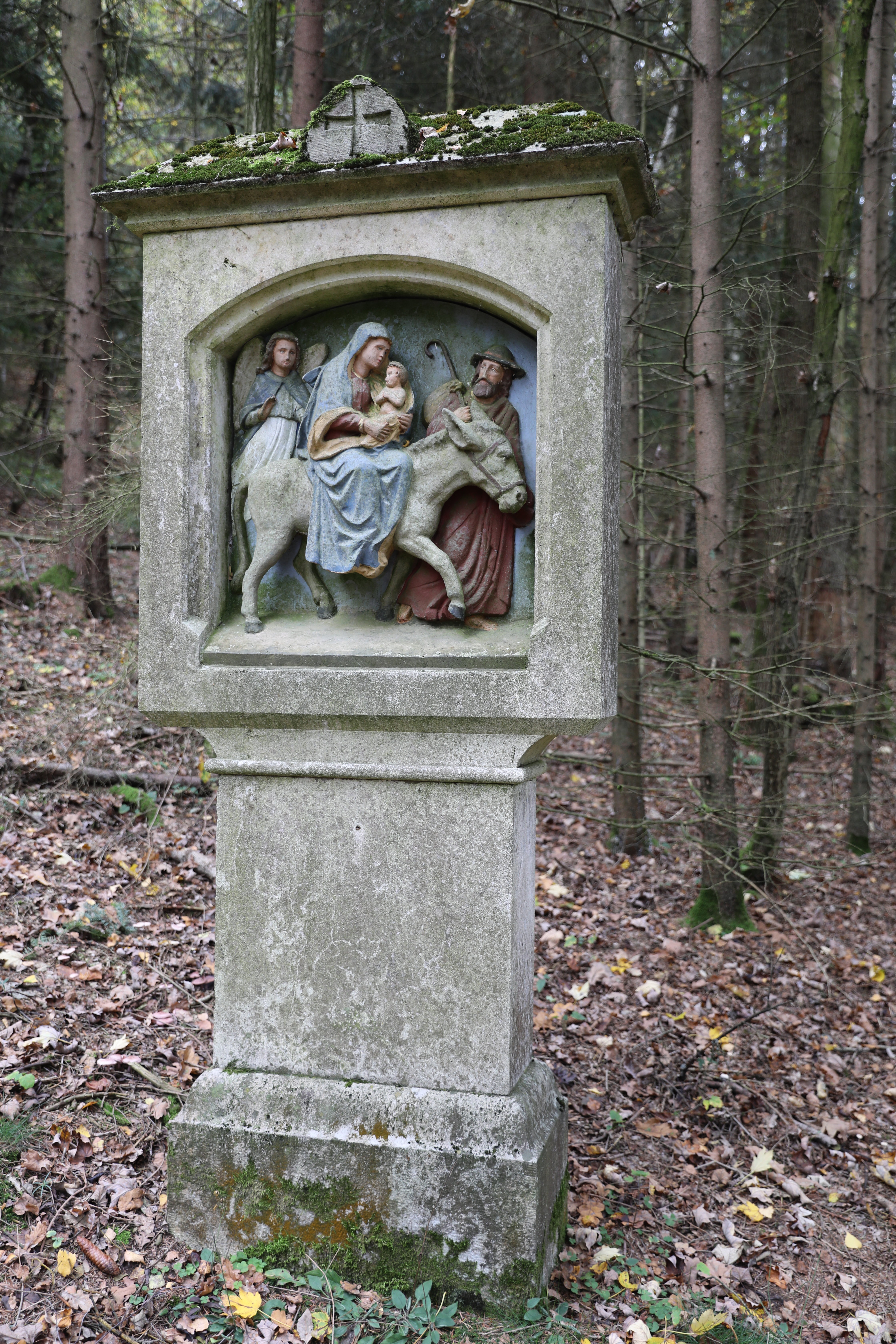
Station 2: Flucht nach Ägypten (Standort)
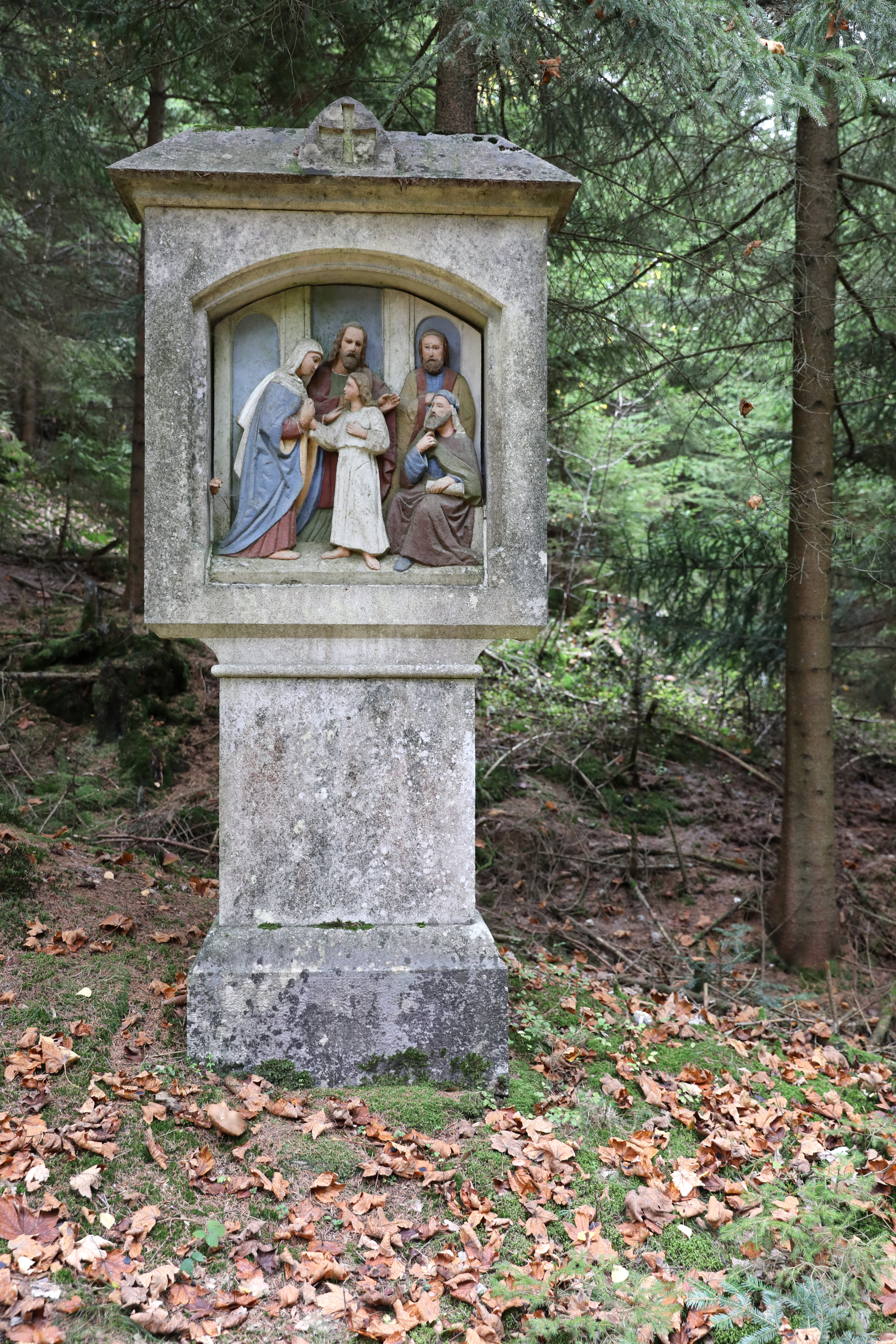
Station 3: Zwölfjähriger Jesus im Tempel (Standort)
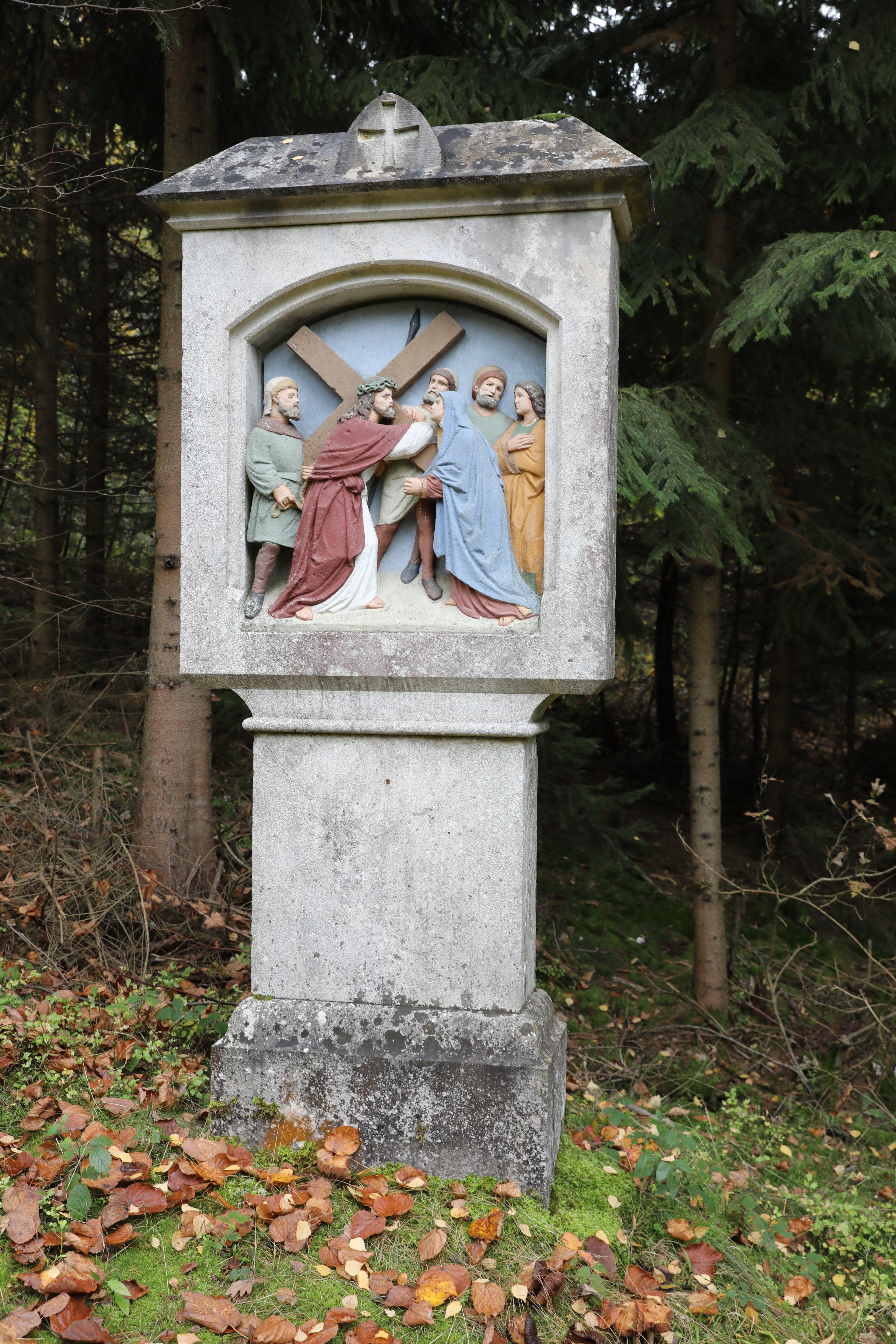
Station 4: Maria begegnet ihrem kreuztragenden Sohn (Standort)
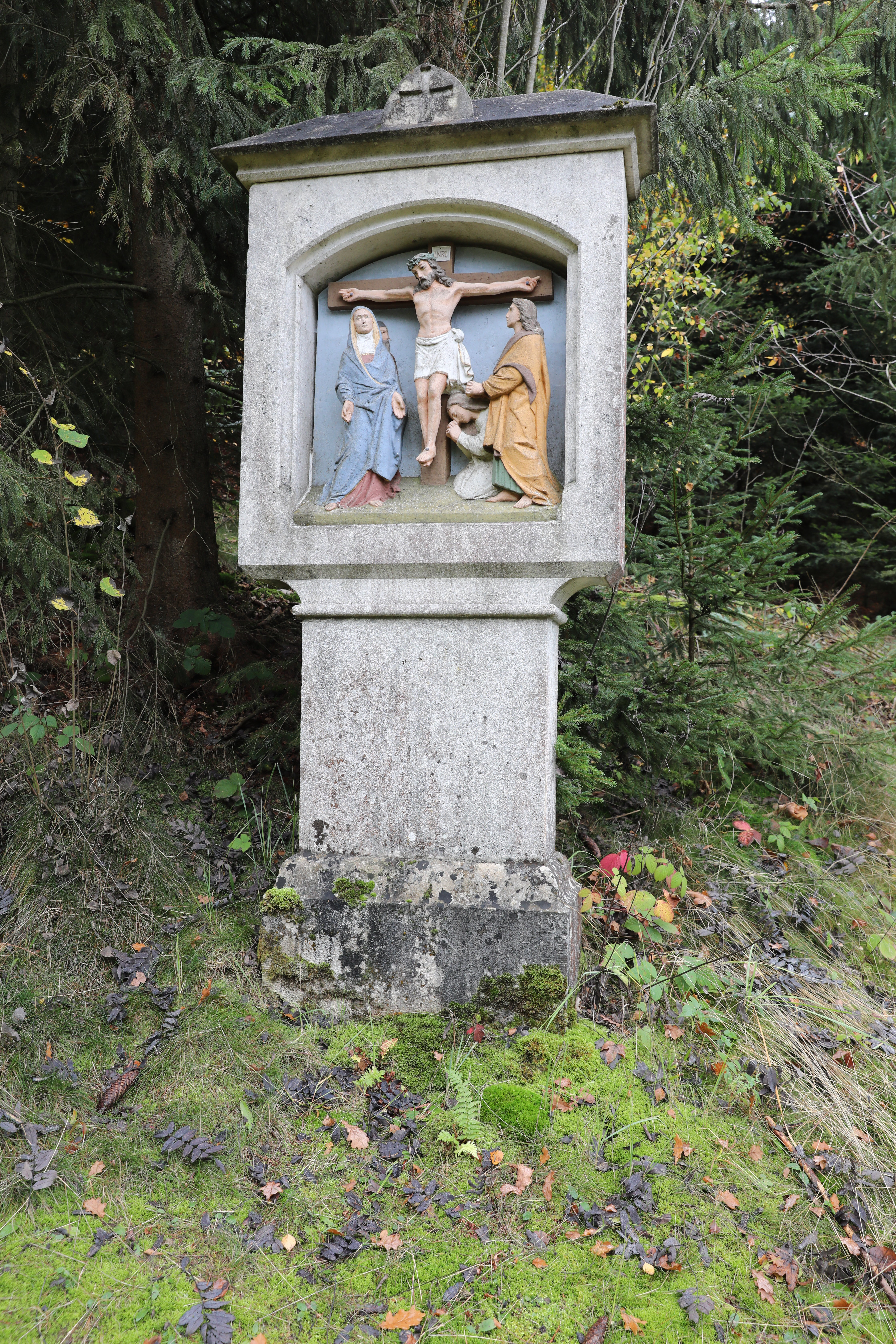
Station 5: Kreuzigung Christi (Standort)
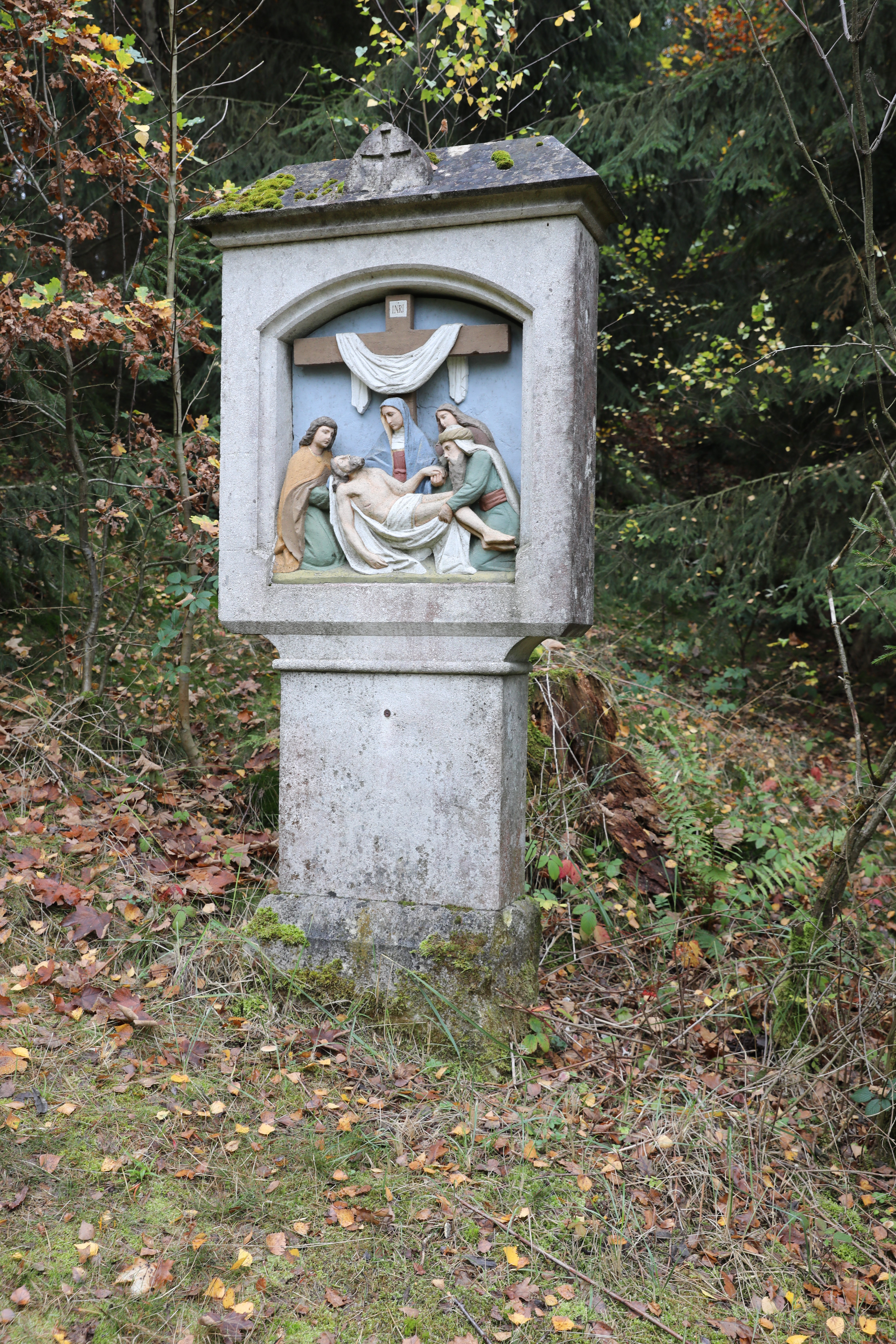
Station 6: Kreuzabnahme (Standort)
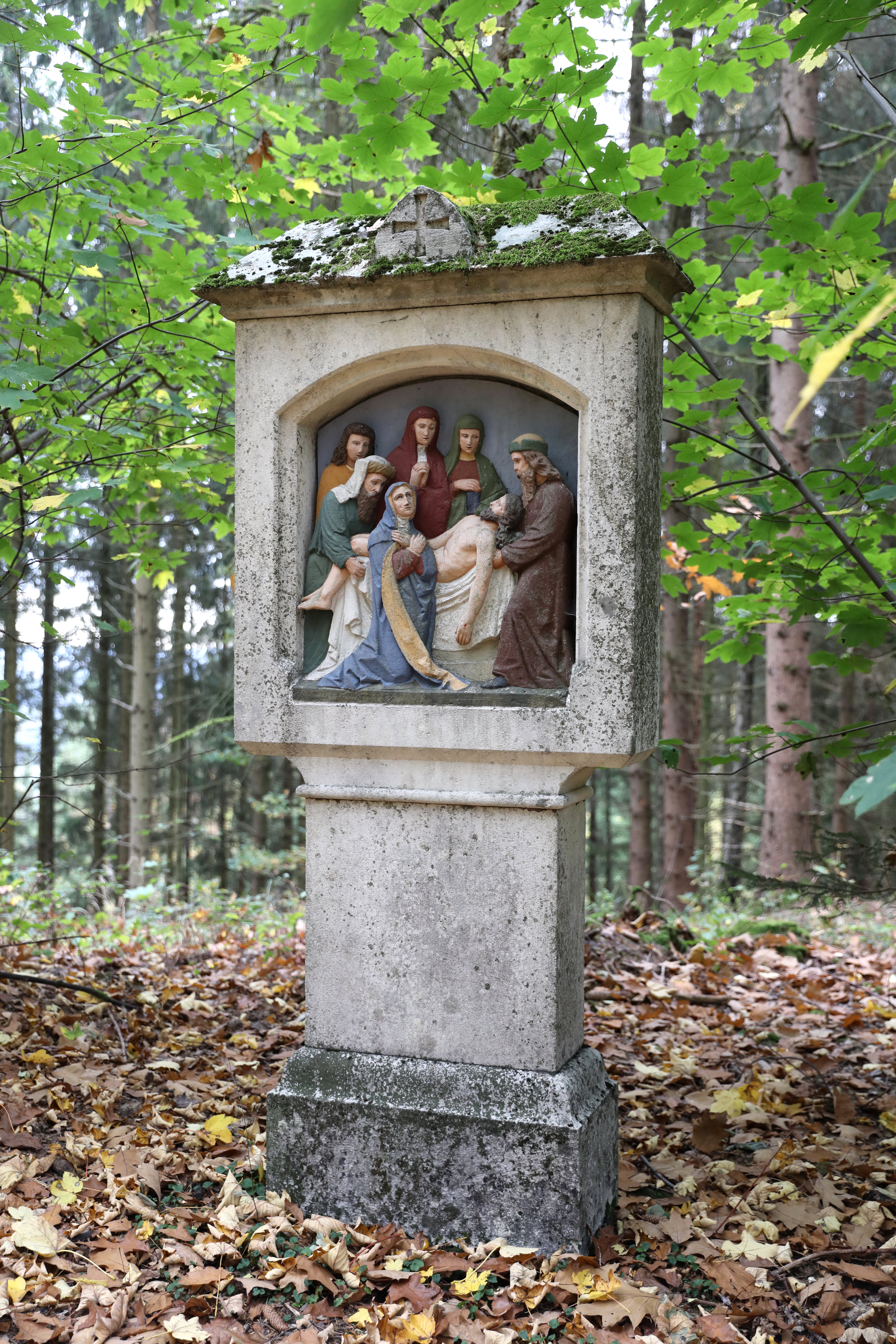
Station 7: Grablegung Christi (Standort)